# Peixe-das-maldivas

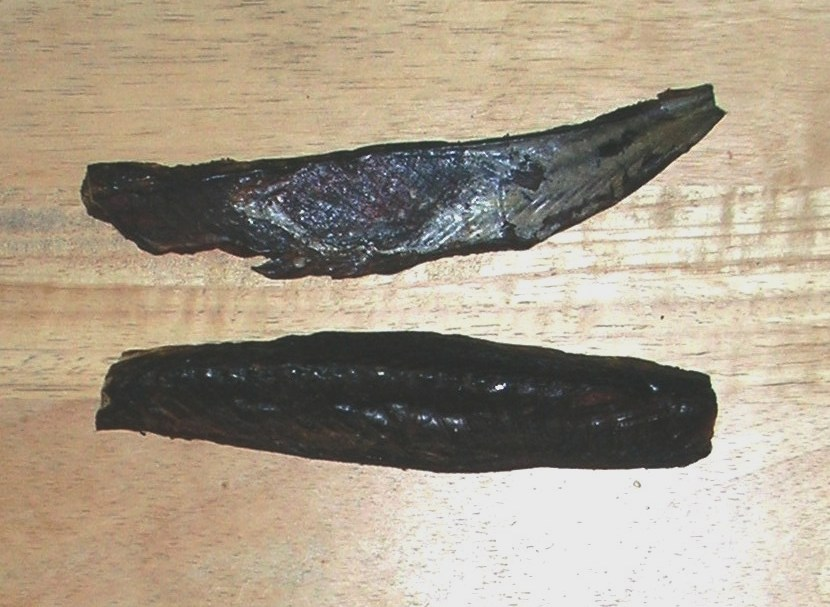
Peixe-das-Maldivas

Peixe-das-maldivas é um produto tradicional daquelas ilhas do Oceano Índico, que consiste em atum curado e transformado numa farinha que é utilizada na culinária das Maldivas, assim como na culinária do Sri Lanka. 
Neste país, o produto é conhecido como “umbalakade”, enquanto que no país de origem é “hiki kandumas”. 
O peixe acabado de pescar é eviscerado, a cabeça e coluna vertebral descartadas, pelado e cortado longitudinalmente em grandes pedaços, que podem ser cortados de novo, de acordo com o tamanho do peixe. Estes pedaços são então cozidos, defumados e secos ao sol até ficarem como pedaços de madeira; desta forma, o peixe pode ser conservado quase indefinidamente.
Tradicionalmente, o peixe-das-maldivas era exportado nessa forma e, para ser cozinhado, era necessário ser moído mas, esta parte do processo passou a ser feita nas Maldivas. O umbalakade é usado, tanto como fonte de sabor, como espessante, em vários caris, como os mallungs e o célebre pol-sambola (que se pode considerar um chatni de coco). Estas preparações podem considerar-se de certo modo semelhantes ao garum dos antigos romanos.